# Vicente Casanova Claramonte
Vicente Casanova Claramonte (Almazora, 26 de mayo de 1950) es un químico y político español, diputado a las Cortes Valencianas en la IX legislatura.
En 1974 se licenció en Ciencias Químicas por la Universidad de Valencia y en 1981 se diplomó en Ingeniería Ambiental por la EOI del Ministerio de Industria de España. De 1986 a 1990 fue jefe de mantenimiento e ingeniero de seguridad en la central térmica de Escombreras y de 1992 a 2008 jefe de gestión de la explotación de la central térmica de Castellón, vinculada a Iberdrola.
Militante del  PPCV, fue elegido primer teniente de alcalde de Almazora a las elecciones municipales españolas de 1995, y portavoz del grupo municipal popular en las  elecciones de 1999. Fue elegido alcalde de Almazora a las elecciones municipales españolas de 2003,  2007 y  2011.
Fue elegido diputado en las elecciones a las Cortes Valencianas de 2015. Es miembro de las Comisiones de Gobernación y Administración Local y de Economía, Presupuestos y Hacienda de las Cortes Valencianas.
- Datos: Q14062700